# Cửa Đại (phường)
Cửa Đại là một phường thuộc thành phố Hội An, tỉnh Quảng Nam, Việt Nam.

## Địa lý
Phường Cửa Đại nằm ở phía đông thành phố Hội An, có vị trí địa lý: 
- Phía đông giáp biển Đông
- Phía tây giáp xã Cẩm Thanh
- Phía bắc giáp các phường Cẩm An, Cẩm Châu
- Phía nam giáp huyện Duy Xuyên.

Phường Cửa Đại có diện tích 3,16 km², dân số năm 2019 là 5.753 người, mật độ 1.821 người/km².

### Biến đổi khí hậu
Cửa biển bị bồi lấp: Vào cuối năm 2016, trong khi hàng trăm mét bờ biển du lịch bị sạt lở thêm, có đoạn ăn sâu vào đất liền 10m thì cửa biển Cửa Đại bị bồi lấp. Sáng 20-12, tàu vận chuyển hành khách trọng tải 80 khách cùng gần 10 tấn hàng hóa của HTX Vận tải Thủy bộ & Du lịch Hội An phải quay trở lại Hội An vì cửa biển quá cạn. Nhiều người dân cù lao Chàm bị kẹt trong đất liền nhiều ngày qua vẫn chưa thể ra đảo. Phường có 125 phương tiện hành nghề biển và gần 600 ngư dân không thể ra khơi được. Khảo sát vào ngày 21-12 cho thấy hiện cát đã bồi từ hướng Bắc ra phía cù lao Chàm. Chiều ngang cửa biển từ phường Cửa Đại - Hội An qua xã Duy Nghĩa - huyện Duy Xuyên cũng đã bị bồi lấp 200m. Mực nước sâu từ đáy cửa biển trở lên chưa tới 1m, thủy triều lên cao nhất cũng chưa tới 2m.

## Hành chính
Phường Cửa Đại được chia thành 3 khối dân phố: Phước Hải, Phước Tân, Phước Trạch.